# Hellas (cuadrángulo)

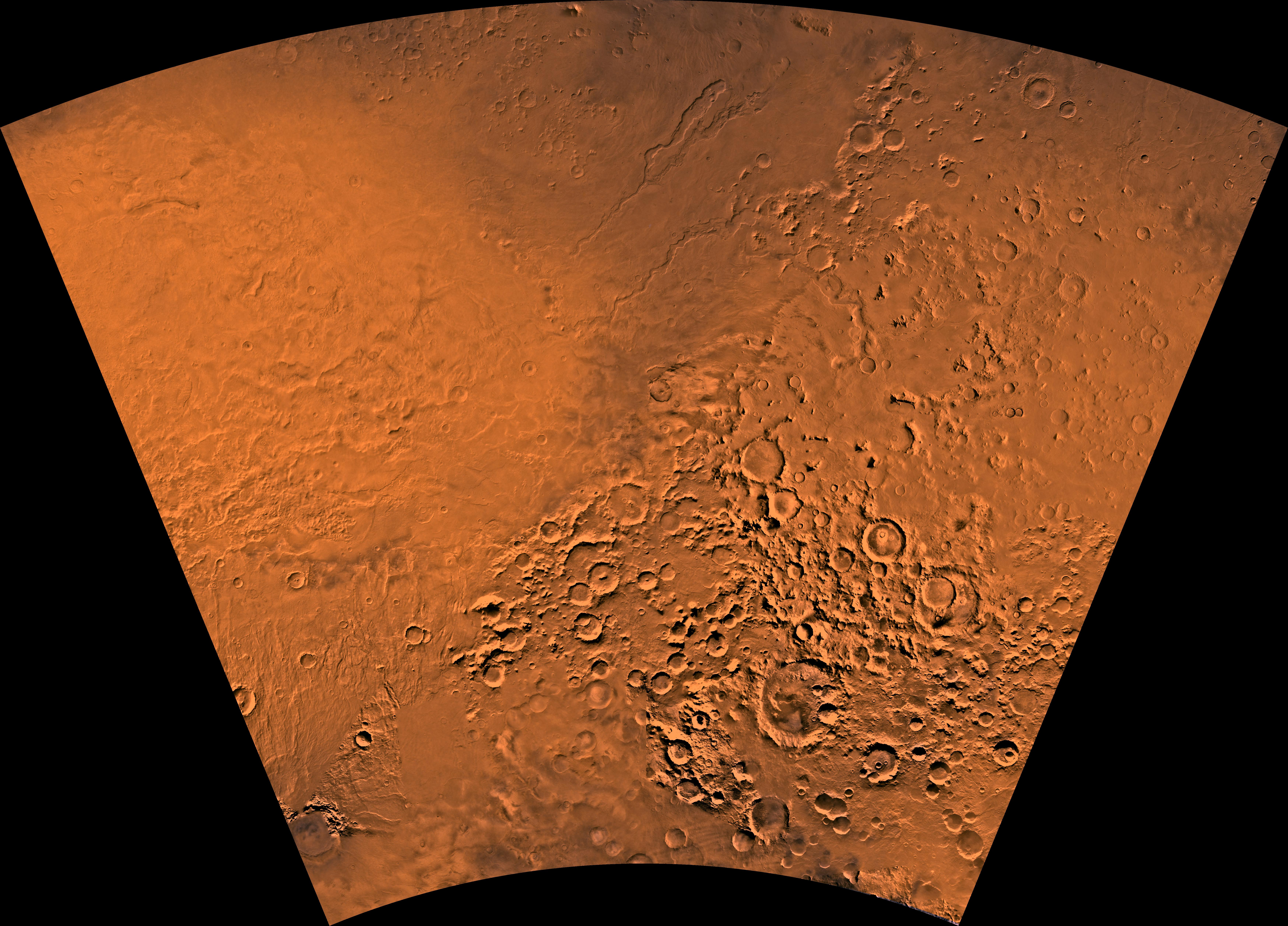
Imagen del Cuadrángulo Hellas (MC-28). La parte noroeste contiene la mitad oriental de la cuenca de Hellas. La parte suroeste incluye el volcán Anfitrites. La parte norte contiene Hadriacus Mons. La parte oriental es principalmente tierras altas con muchos cráteres.

El cuadrángulo de Hellas es uno de una serie de 30 mapas cuadrangulares de Marte utilizados por el Programa de Investigación de Astrogeología del Servicio Geológico de los Estados Unidos (USGS). Al cuadrilátero también se le conoce como MC-28 (Mars Chart-28). El cuadrángulo de Hellas cubre el área de 240° a 300° de longitud oeste y de 30° a 65° de latitud sur en el planeta Marte. Dentro del cuadrilátero Hellas se encuentran las características clásicas Hellas Planitia y Promethei Terra. Se han descubierto muchas características interesantes y misteriosas en el cuadrilátero de Hellas, incluidos los gigantescos valles de los ríos Dao Vallis, Niger Vallis, Harmakhis Vallis y Reull Vallis, todos los cuales pueden haber contribuido con agua a un lago en la cuenca de Hellas en el pasado lejano. Muchos lugares en el cuadrilátero de Hellas muestran signos de hielo en el suelo, especialmente lugares con características de flujo similares a los glaciares.